# Томаров, Василий Александрович
Васи́лий Алекса́ндрович Томаро́в (12 февраля 1921 года — 5 января 2004 года) — командир звена 872-го штурмового авиационного полка 281-й штурмовой авиационной дивизии 13-й воздушной армии Ленинградского фронта, лейтенант, Герой Советского Союза.

## Биография
Василий Александрович Томаров родился 12 февраля 1921 года в деревне Жилино Уфимского уезда Уфимской губернии (ныне в составе города Уфа) в крестьянской семье. Русский. Окончил 7 классов школы. Член КПСС с 1944 года.
До призыва в армию Василий Александрович работал инструктором-лётчиком в Уфимском аэроклубе.
В Красную Армию призван в 1942 году Уфимским райвоенкоматом. В том же году окончил Ейское военно-морское авиационное училище лётчиков. На фронте Великой Отечественной войны с 27 января 1943 года.
Командир звена 872-го штурмового авиационного полка (281-я штурмовая авиационная дивизия, 13-я воздушная армия, Ленинградский фронт) лейтенант В. А. Томарова отличился в боях с немецко-фашистскими захватчиками.
После войны В. А. Томаров продолжал службу в Советской Армии. В 1946 году он окончил Высшие лётно-тактические курсы усовершенствования офицерского состава, в 1955 году — Военно-воздушную академию.
С 1958 года подполковник В. А. Томаров — в запасе. Вернувшись в Уфу, работал инженером в тресте «Башнефтезаводстрой», военным представителем заказчика на Уфимском моторостроительном заводе.
Скончался 5 января 2004 года. Похоронен в городе Уфе на Южном кладбище.

## Подвиг
«За весь период своей боевой работы при совершении 104 успешных боевых вылетов лейтенант тов. Томаров 52 боевых вылета совершил в качестве ведущего групп из трёх — шести самолётов ИЛ-2. На головы немецких захватчиков лично лейтенант тов. Томаров сбросил 45 тонн бомб разного калибра, расстрелял около 80 тысяч снарядов и патронов, в результате им уничтожено: орудий ЗА (зенитной артиллерии) крупного и среднего калибра — 18, орудий ПА (полевой артиллерии) — 34, орудий МЗА (малой зенитной артиллерии) — 29, огневых точек — 17, паровозов — 1, автомашин с войсками и грузами — 57, повозок с грузами — 28, бензоцистерн — 1, самолётов на аэродромах — 2, сбито в воздушном бою — 1 ФВ-190, разрушено дзотов, блиндажей и землянок — 24, железнодорожных зданий — 2, складов с горючим — 1, вызвано сильных взрывов и очагов пожара — 6, истреблено свыше 350 солдат и офицеров противника…».
Звание Героя Советского Союза В. А. Томарову присвоено 23 февраля 1945 года.

## Память
Именем Героя названа средняя школа в селе Нагаево и улица в деревне Зинино Уфимского района.
Его имя занесено на мемориальную доску Героев Советского Союза, выпускников Уфимского аэроклуба.

## Награды
- Медаль «Золотая Звезда» Героя Советского Союза (23.02.1945)[1];
- орден Ленина (23.02.1945);
- орден Красного Знамени (05.04.1944)[2];
- орден Александра Невского (29.06.1944)[3];
- орден Отечественной войны I степени (11.03.1985)[4];
- орден Красной Звезды (05.02.1944)[5];
- медаль «За боевые заслуги» (1943);
- другие медали.